# ラフシャン・イルマトフ
ラフシャン・サイフィジノヴィチ・イルマトフ（ウズベク語: Ravshan Sayfiddinovich Ermatov, Равшан Сайфиддинович Эрматов, ロシア語: Равша́н Сайфидди́нович Ирма́тов, ラテン文字転写: Ravshan Sayfiddinovich Irmatov, 1977年8月9日 - ）は、ウズベキスタン出身の元サッカー審判員。身長183cm。ウズベク語、英語、ロシア語を使用できる。

## 経歴
19歳の時に足首の怪我でサッカー選手になる夢をあきらめ審判に転向。2003年からFIFAの国際審判員となった。
2007年、カナダで開催されたFIFA U-20ワールドカップの審判に選ばれ、ガンビア対メキシコやチリ対コンゴ共和国などのグループリーグの試合でレフェリーを務めた。
また、AFCより2008年の年間最優秀レフェリーに選ばれ、FIFAクラブワールドカップ2008の決勝のLDUキトとマンチェスター・ユナイテッドの試合の主審も務めた。なおアジア年間最優秀レフェリーは2009年・2010年・2011年も受賞しており、現在4年連続の受賞となっている。2011年には、IFFHSが選ぶ4半世紀の審判100人において、AFC所属の審判としては最高位である第38位に選ばれた。
また、南アフリカで開催された2010 FIFAワールドカップでは開幕戦の南アフリカ対メキシコ戦など5試合で主審を務めた。
2014 FIFAワールドカップでは、クロアチア vs メキシコなど3試合で主審を務めた。

## 主な担当試合
- AFCチャンピオンズリーグ2007
  - 浦和レッズ vs セパハン（決勝第2戦）
- FIFAクラブワールドカップ2008
  - アル・アハリ vs パチューカ
  - LDUキト vs マンチェスター・ユナイテッド（決勝）
- 2010 FIFAワールドカップ
  - 南アフリカ vs メキシコ（開幕戦）
  - イングランド vs アルジェリア
  - ギリシャ vs アルゼンチン
  - アルゼンチン vs ドイツ（準々決勝）
  - ウルグアイ vs オランダ（準決勝）
- AFCアジアカップ2011
  - イラク vs イラン
  - サウジアラビア vs 日本
  - イラン vs 韓国（準々決勝）
  - オーストラリア vs 日本（決勝）
- FIFAクラブワールドカップ2011
  - モンテレイ vs エスペランス・チュニス
  - サントス vs バルセロナ（決勝）
- 2012年ロンドンオリンピック男子サッカー競技
  - イギリス vs セネガル
  - メキシコ vs スイス
  - 韓国 vs 日本（3位決定戦）
- 2014 FIFAワールドカップ
  - スイス vs エクアドル
  - クロアチア vs メキシコ
  - アメリカ vs ドイツ
- AFCチャンピオンズリーグ 2017
  - 浦和レッズ vs アル・ヒラル（決勝第2戦）
- AFCアジアカップ2019
  - シリア vs パレスチナ
  - イラク vs イラン
  - サウジアラビア vs 日本 (ラウンド16)
  - カタール vs 韓国（準々決勝）
  - カタール vs 日本（決勝）